# Рауль Гонсалес (боксер)
Рауль Гонсалес Санчес (ісп. Raúl González Sánchez; 5 червня 1967) — кубинський боксер, призер Олімпійських ігор, чемпіонату світу та Панамериканських ігор.

## Спортивна кар'єра
Рауль Гонсалес тричі був чемпіоном Куби в категорії до 51 кг (1989, 1990 і 1995).
1989 року став чемпіоном на Іграх Центральної Америки і Карибського басейну.
1990 року на Кубку світу, здобувши перемоги над Грехемом Макінтошем (Канада) та Болатом Теміровим (СРСР) і програвши у півфіналі Іштвану Ковачу (Угорщина), отримав бронзову нагороду.
На Олімпійських іграх 1992 завоював срібну медаль.
- В 1/16 фіналу переміг Лешека Ольжевського (Польща) — 15-7
- В 1/8 фіналу переміг Мозеса Малагу (Нігерія) — RSC 2
- У чвертьфіналі переміг Давіда Серрадаса (Венесуела) — 14-7
- У півфіналі переміг майбутнього чемпіона світу за версією IBF Тіма Остін (США) — RSC 1
- У фіналі програв Чхве Чхоль Су (Північна Корея) — 2-12

1995 року Рауль Гонсалес завоював срібну медаль на Панамериканських іграх. Через два місяці на чемпіонаті світу завоював бронзову медаль, програвши у півфіналі Золтану Лунка (Німеччина) —8-11.